# Felix Iversen
Pour les articles homonymes, voir Iversen.
Felix Christian Herbert Iversen (né le 22 octobre 1887 à Lübeck, Allemagne - mort le  31 juillet 1973 à Helsinki) est un mathématicien finlandais et un pacifiste.

## Biographie
En 1904, il passe son baccalauréat au lycée suédois de Viipuri.
En 1909, il obtient son Master puis il étudie sous la direction d'Ernst Lindelöf à l'université impériale Alexandre  et soutient sa thèse de doctorat en 1914.
De 1906 à 1921, il travaille à l'observatoire de l'université d'Helsinki : comme assistant d'enseignement de 1911 à 1915, comme maître de conférences de 1916 à 1920, et assistant de l'observatoire d'astrographie de 1918 à 1920.
Bien qu'il ait cessé toute recherche sérieuse en mathématiques en 1922, il continue d'exercer en tant que professeur jusqu'à sa retraite en 1954. 
Il est professeur adjoint de mathématiques de 1920 à 1954, et professeur de mathématiques en 1946 et 1951 à l'université d'Helsinki.

## Ouvrages
Ses ouvrages :
- Recherches sur les fonctions inverses des fonctions méromorphes (thèse), Helsingfors, Société de littérature finnoise, 1914
- (fi) Pallotrigonometrian oppikirja, Helsinki, 1927
- (fi) Analyyttisen geometrian oppikirja, Société de littérature finnoise, 1949, 290 p. (ISSN 0355-1768)
- (fi) Analyyttisen geometrian tehtäväkokoelma, Helsinki, Otava, 1956, 123 p.

## Récompense
L'Union Soviétique lui décerne le Prix Lénine pour la paix.